# Sporting Club de Huelva
L'Sporting Club de Huelva és un club femení de futbol de Huelva que juga a la Primera Divisió espanyola des de la temporada 2006/07. El seu millor resultat a la Lliga és la 8a posició (quatre vegades des del 2012), però al 2014 va guanyar la Copa de la Reina.

## Palmarès
- 1 Copa de la Reina
  - 2014/15